# Солнце тоже звезда
«Солнце тоже звезда» (англ. The Sun Is Also a Star) — американский драматический фильм режиссёра Ри Руссо-Янг, основанный на одноименной книге авторства Николы Юн.
Мировая премьера фильма состоялась 16 мая 2019 года, в России — 13 июня.

## Сюжет
Действие происходит в Нью-Йорке. Наташа Кингсли студентка ямайского происхождения, изучает квантовую физику. Дэниел Бэй собирается стать медиком. Между молодыми людьми после случайной встречи возникают романтические отношения. Тем временем семье Наташи грозит депортация и в ее распоряжении всего сутки. Дэниелу нужно определиться со своим будущим.

## В ролях
- Яра Шахиди — Наташа Кингсли
- Чарльз Мелтон — Дэниел Бэ
- Джейк Чои — Чарльз Бэй
- Камрус Джонсон — Омар
- Гбенга Акиннагбе — Сэмюэл Кингсли
- Мириам А. Химэн — Патриция Кингсли
- Кэти Шим — неизвестно
- Кеонг Сим — неизвестно
- Аней Ли — неизвестно
- Ассибей Блейк — неизвестно

## Производство
Съёмки фильма начались 16 июня 2018 года. 29 июня 2018 года Мириам А. Химэн присоединилась к актерскому составу в качестве матери Наташи Кингсли, трудолюбивой ямайской официантки, которая смирилась с неизбежной депортацией своей семьи. В июле 2018 года Кэти Шим присоединилась к актерскому составу, чтобы сыграть корейскую эмигрантку.